# Ledaspis longiloba
Ledaspis longiloba är en insektsart som beskrevs av Abraham Munting 1977. Ledaspis longiloba ingår i släktet Ledaspis och familjen pansarsköldlöss.
Artens utbredningsområde är Zimbabwe. Inga underarter finns listade i Catalogue of Life.